# Романские языки
Рома́нские языки — группа языков и диалектов, входящих в италийскую ветвь индоевропейской языковой семьи и по своему происхождению восходящих к общему предку — латыни. Название «романский» происходит от латинского слова Romanus («римский»). 
Наука, изучающая романские языки, их происхождение, развитие, классификацию и т. д., называется «романистикой» и является одним из подразделов языкознания. Народы, говорящие на них, называются «романскими».
Записываются главным образом при помощи латинского алфавита. Количество говорящих на романских языках (в качестве родных) — около 900 млн. человек.

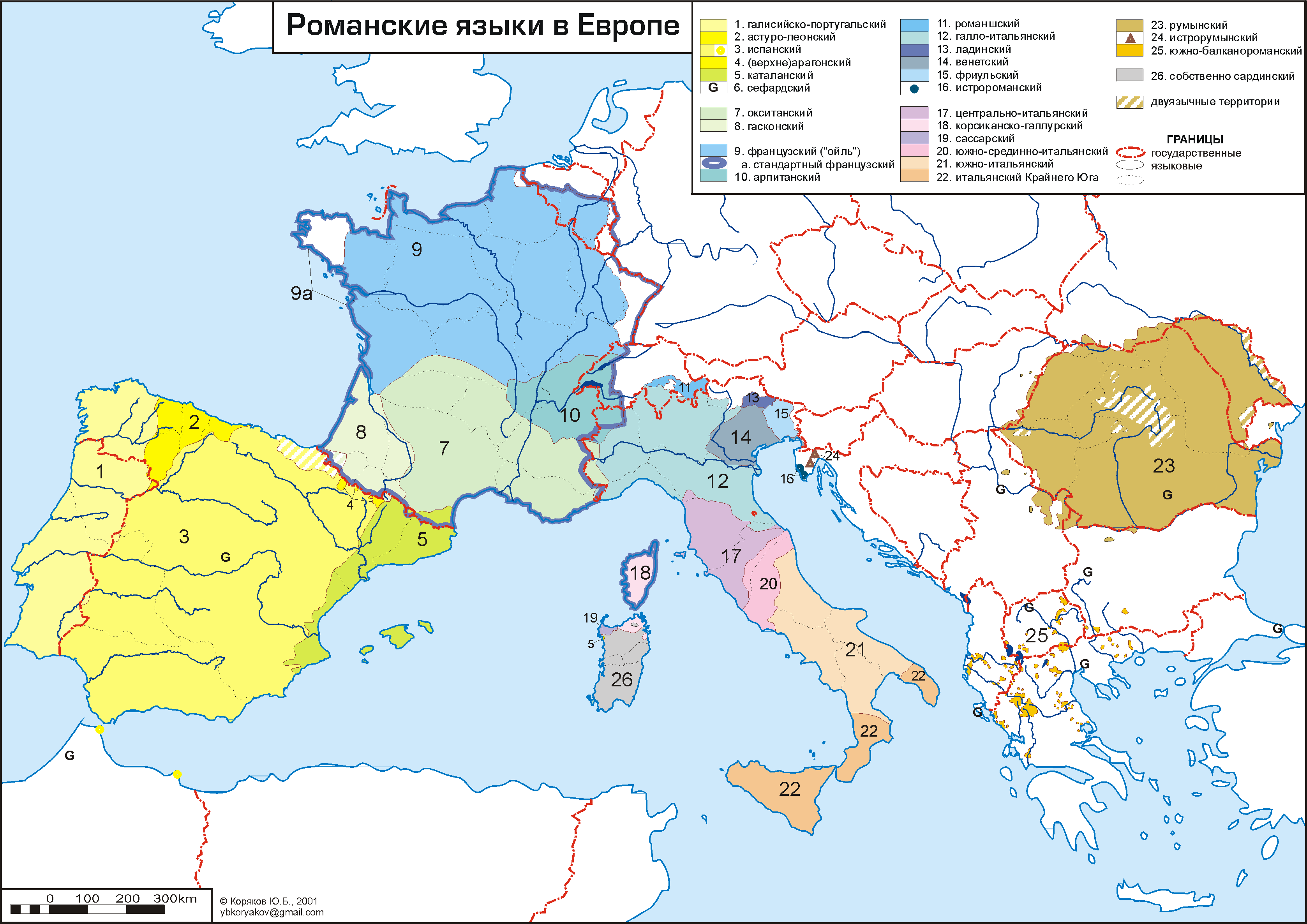
Романские языки в Европе

## Особенности
Языки этой группы — флективно-аналитические. У французского черты аналитического языка выражены сильнее всего, в румынском сильнее всего выражены черты флективного языка.
Для современных романских языков характерно наличие у существительных и прилагательных двух родов (мужского, женского, но не среднего) и отсутствие склонения по падежам. Исключением являются балкано-романские языки — прежде всего, румынский язык, сохранивший латинские падежи и своеобразную форму среднего рода. 
Романские языки отличает многообразие артиклей, в том числе частичные артикли во французском и итальянском языках. Артикли согласуются с существительным по роду и числу. В балкано-романском румынском языке определённый артикль — постпозитивный; он — так же, как в таких балканских славянских языках, как болгарский и македонский — ставится в конце слова.

## Происхождение
Романские языки развились благодаря дивергентному (центробежному) развитию устной традиции разных географических диалектов некогда единого народно-латинского языка и постепенно обособились от языка-источника и друг от друга в ходе разнообразных демографических, исторических и географических процессов. Начало этому эпохальному процессу было положено римскими колонистами, заселявшими удалённые от столицы — г. Рима — области (провинции) Римской империи в ходе сложного этнографического процесса, получившего название «античная романизация», в III в. до н. э. — V в. н. э. В это время на различные диалекты латыни оказывал влияние субстрат. 
Долгое время романские языки воспринимались лишь как просторечные говоры классического латинского языка, а потому почти не использовались в письменном виде. Становление литературных форм романских языков во многом опиралось на традиции классической латыни, что позволило им вновь сблизиться в лексическом и семантическом отношении уже в Новое время. Считается, что языки романской группы начали отделяться от латыни в 270 году, когда император Аврелиан увёл римских колонистов из провинции Дакия.

## Классификация

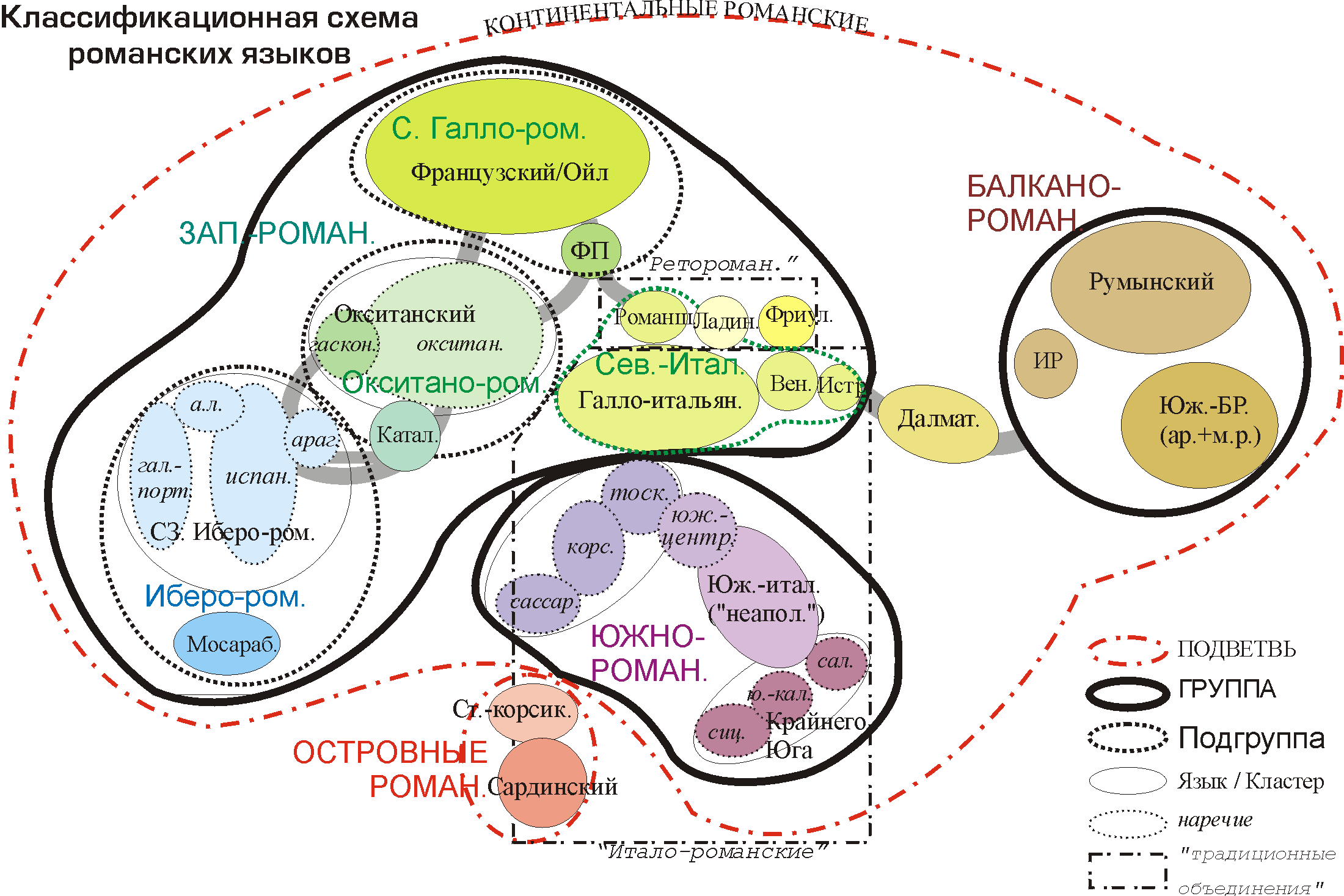
Структурная классификация романских языков.

Точное количество романских языков точно не установлено. Так, например, на иллюстрации «Структурная классификация романских языков» встречаются вымершие так называемые мосарабский и галисийско-португальский языки (свои названия они получили в XIX веке), в ходе собственного развития послужившие, в частности, основами для образования галисийского, испанского и португальского языков.
Дивергентное развитие романских языков из латыни во времена поздней античности, Средние века, классификация различных языков и диалектов, а также их постепенная конвергенция в Новое время представляет огромную значимость для сравнительного языкознания. Их классификация и развитие довольно хорошо изучены современной наукой. 
В советском языкознании различались три области распространения романских языков:
1. «Старая Романия» на территории Европы (Италия, Португалия, почти вся Испания и Франция, южная Бельгия, западная и южная Швейцария, основная территория Румынии, Молдавия, отдельные вкрапления на севере Греции, юге и северо-западе бывшей Югославии)
2. «Новая Романия» (часть Северной Америки (например, Квебек в Канаде, Мексика), почти вся Центральная Америка, Южная Америка, бо́льшая часть Антильских островов)
3. бывшие колониальные страны (Африка (французский, испанский, португальский языки), небольшие территории в Южной Азии и Океании)[5].

По данным типологического анализа, современные романские языки, в целом, распадаются на две крупные асимметричные группы: более многочисленные западно-романские языки, ещё совсем недавно представлявшие собой единый диалектный континуум, сложившийся на территории бывшей Западной Римской империи, и восточно-романские языки, более периферийные географически и грамматически, имеющие в своём составе дополнительные малочисленные, порой находящиеся на грани исчезновения идиомы, обособленные друг от друга областями распространения других, нероманских языков.

### Западно-романские языки

#### Иберо-романская подгруппа
- Галисийско-португальские языки
  - Португальский язык
  - Галисийский язык
  - Фала де Шалима (галис. fala de Xálima)
- Астурлеонские языки
  - Астурийский язык
  - Леонский язык
  - Мирандский язык (Миранде́с)
  - Эстремадурский язык
  - Кантабрийский язык
  - Галисийско-астурийский язык или фала
- Испанский язык
  - Сефардский язык, ладино, джудезмо
  - Кало́
  - Кастуо
- Арагонский язык

#### Окситано-романская подгруппа
- Окситанский язык
  - Овернский язык
  - Гасконский язык
    - Аранский язык

  - Лимузенский язык
  - Лангедокский язык
  - Виваро-альпийский язык
  - Шуадит†
- Каталанский язык

#### Галло-романская подгруппа

Распространение романских языков:
французский
испанский
португальский
итальянский
румынский

- Франкопровансальский язык
- Французский язык
  - Валлонский язык

#### Итало-романская подгруппа
- Итальянский язык

##### Северная группа
- Венетский язык
- Истророманский язык (истриотский)†
- Лигурский язык
- Ломбардский язык
- Пьемонтский язык
- Эмилиано-романьольский язык

##### Центральная группа
- Корсиканский язык
- Римский диалект
- Тосканский диалект
- Умбрский диалект

##### Южная группа
- Абруццский диалект
- Апулийский диалект
- Калабрийский диалект
- Неаполитанский язык
- Сицилийский язык

##### Островная группа
- Сардинский язык[6]

#### Ретороманская подгруппа[7]
- Романшский язык
- Фриульский язык
- Ладинский язык (не путать с ладино)

### Восточно-романские языки
Восточнороманская подгруппа включает северодунайские и южнодунайские языки.

##### Северодунайские языки
- Румынский язык
  - Влашский язык
  - Молдавский язык[9]

##### Южнодунайские языки
- Арумынский язык
- Истрорумынский язык
- Мегленорумынский язык

#### Далматинская подгруппа
- Далматинский язык†

## Официальный статус
Галисийский, итальянский, испанский, португальский, ретороманский (романшский), румынский, каталанский и французский языки имеют статус государственных.
Романские языки используются как национальные или официальные языки в более чем 60 странах: французский — в 27, испанский — в 21, португальский — в 9, итальянский — в 4, румынский — в 2 странах.

## Письменность
Романские языки записываются главным образом латинским алфавитом. Особенность латиницы романских языков (кроме валлонского языка) — неиспользование букв K и W (исключение составляют заимствования). Звук [к] передаётся буквой C (не перед e, i, y) и сочетаниями CH или QU (перед e, i, y). Буква H не читается (исключения — румынский, молдавский, арумынский, валлонский и гасконский языки). Буква J передаёт не звук [й] (исключения — итальянский язык и ретороманские языки), как это принято во многих других языках с письменностью на латинице, а звук [ж], или звук [х] в испанском языке. Звук [г] передаётся буквой G (не перед e, i, y) и сочетаниями GH или GU (перед e, i, y). Буква G перед e, i, y передаёт звук [ж], [дж] или [х]. Часто используются диакритические знаки (преимущественно над гласными) и диграфы.
Румынский и молдавский языки ранее использовали кириллицу. После 1860 румынский язык перешёл на латиницу, молдавский язык сохранял прежнюю письменность. В 1989 в Молдавии было принято решение о переходе на латиницу. В Приднестровье сохраняется молдавская кириллица.
Ладино использует разные системы письма, в том числе еврейский алфавит.